# オプティカルフロー
オプティカルフロー（英: optical flow / optic flow）とは、視覚表現（通常、時間的に連続するデジタル画像）の中で物体の動きをベクトルで表したものである。
オプティカルフローは、パターン認識、コンピュータビジョンあるいは他の画像処理技術において利用されている。その抽出にはブロックマッチング法、勾配法などが用いられる。